# Ludwig Sauer
Ludwig Sauer (* 20. Dezember 1861 in Kronberg im Taunus; † 25. März 1940 in Kronberg im Taunus) war ein deutscher Organist und Komponist.

## Leben
Ludwig Sauer wurde in Kronberg (in der Streitkirche) geboren, besuchte das Lehrerseminar zu Montabaur und das Kgl. Akademische Institut für Kirchenmusik zu Berlin. Ab 1893 arbeitete er als Musiklehrer am Viktoria-Pensionat zu Dornholzhausen im Taunus.
Er leitete mehrere Chöre (u. a. in Falkenstein, Oberursel, Königstein, Kronberg und Schönberg) und war Berater der Kaiserin Friedrich für deren Hausmusikveranstaltungen auf Schloss Friedrichshof.

## Leistungen
Als Organist in Schönberg, einem Dorf, das heute zu Kronberg im Taunus gehört, plante Ludwig Sauer um die Wende von 19. zum 20. Jahrhundert an seiner Kirche St. Alban den Bau einer neuen Orgel und bat zur Finanzierung zahlreiche Komponisten um einen unentgeltlichen Beitrag. Die so entstandenen 36 Werke fasste er zu einem Orgel-Album zusammen, das er 1900 bei Breitkopf & Härtel veröffentlichte. Unter den dabei entstandenen Werken sei besonders Max Regers bekannte Introduktion und Passacaglia d-Moll von 1899 erwähnt, durch deren Erstdruck die Sammlung Orgelgeschichte geschrieben hat. Das Album enthält sowohl freie als auch choralgebundene Stücke, wegen der Kürze der Beiträge wurde und wird der Band in Gottesdienst und Unterricht gerne verwendet.

## Werke
- Orgel-Album zu Gunsten des Orgelneubaues zu Schönberg im Taunus. Herausgegeben von L. Sauer, 1900
  - Hermann Bendix, Postludium G-Dur
  - Callaerts, Konzertstück e-Moll op. 33
  - Diebold, Fughetta f-Moll
  - Dienel, 3 Choralvorspiele C-Dur, D-Dur, D-Dur
  - Fink, Postludium C-Dur
  - Forchhammer, Choralvorspiel (dorisch)
  - Gelhaar, Präludium G-Dur
  - Gleitz, Fuge C-Dur
  - Alexander Wilhelm Gottschalg, Fuge für instruktive Zwecke C-Dur
  - Grüters, Choralvorspiel zu einer Trauerfeier C-Dur
  - Alexandre Guilmant, Offertorium Es-Dur
  - Hartmann, Bei der Communion und Präludium F-Dur
  - Herzog, Postludium g-moll und Trio D-Dur
  - Lange, Andante B-Dur
  - Matthison-Hansen, Choral-Paraphrase a-Moll
  - Palme, Präludium G-Dur
  - Heinrich Pfitzner (der ältere Bruder von Hans Pfitzner), 3 Choralvorspiele a-Moll, C-Dur, g-Moll
  - Piel, Trio g-Moll
  - Rebling, Choralvorspiel c-Moll
  - Max Reger, Introduktion und Passacaglia d-Moll
  - Josef Gabriel Rheinberger, Canzonetta g-Moll
  - Riemenschneider, Meditation A-Dur und Zur Trauung
  - Rückert, Fuge D-Dur und Trio g-Moll
  - Ludwig Sauer, Andante für 2 Manuale B-Dur und Festnachspiel G-Dur
  - Stehle, Cello-Duo Es-Dur, Choral-Meditation D-Dur und Erlöst a-Moll
  - Steinhäuser, Choralpräludium g-Moll und Festvorspiel D-Dur
  - Anton Urspruch, Der Maria Wiegenlied A-Dur
  - Wachsmann, Fuge f-Moll
  - Wermann, Todtenklage f-Moll
  - Charles-Marie Widor, Symphoniesatz h-Moll
  - Zehrfeld, Fuge d-Moll

## Kompositionen
- Festnachspiel in G-Dur
- Andante für 2 Manuale in B-Dur